# Шахруд (Узбекистан)
Шахру́д (узб. Shohrud; тадж. Шоҳруд; перс. شاه‌رود‎) — один из древнейших каналов города Бухара, в Узбекистане.
Название Шахруд с персидского и таджикского языков переводится как Река Ша́ха, или Главная река, Шах рек.
Город Бухара расположен на левом берегу реки Зеравшан (Зарафшан), немного дальше от самого берега. Данная река с древних времен орошает окружающие земли и поля, а также обеспечивает город водой. От реки, через территорию города этот канал и был прорыт в древние времена. Шахруд обеспечивал водой арыки и многочисленные (более 80) хаузы Бухары, являлась главным водным источником города. Через канал были проложены мостики в различных частях города. Ныне большая часть канала протекает под землёй, и лишь небольшие участки по прежнему протекают под открытым небом. Протекает через юг бухарского шахристана, с востока на запад. Нет точных данных о длине канала.